# なでしこ (グリム童話)
『なでしこ』（Die Nelke）は、『グリム童話』に収録されている童話の一編（KHM76）。
二種類の話が存在し、便宜上「第一話」「第二話」と呼称しているが、続き物ではなくそれぞれが独立した物語である。収録順序では第二話が先であり、初版に収録されているのは第二話の方で、その後の版で第一話に差し替えられる。
第一話と第二話は、細部の設定が異なるが物語の大筋は共通している。人間を何でも別の物体に変える力を持った王子が、女の子をなでしこの花に変えて、ポケットに入れて持ち帰り、王様の前で元の姿に戻して結婚するというのが共通のあらすじである。

## 標題および作中の「なでしこ」について
物語の標題は「なでしこ」だが、花の品種については原文で漠然とした名称が用いているため、日本語訳で「なでしこ」の標題がつく前は「石竹」とされており、後にカワラナデシコ、やまとなでしこといった名で親しまれている「なでしこ」で定訳とされた。英語版における標題は「The Pink」であり、単にピンク色の花、あるいはカーネーションなどと解釈されることもある。
いずれにおいても作中に登場する花は本当の花ではなく、人間の女の子が姿を変えられたもの。第一話・第二話ともに、その容姿は特別に美しいなでしこの花であるとされ、元の姿も特別に美しい少女だったとされる。元が女性のため花になっても性別は雌のまま維持され、雄蕊を持たない雌花として描かれることがある。

## 第一話（第二版〜）
ドロテーア・フィーマンから伝えられた話。第二版以降はこちらの話に差し替えられている。本項のあらすじでは省略しているが、王子が城へ向かって出発してから王様に正体を明かすまでの描写が原文では詳細に描写されており、初版(第二話)と比べると倍以上の長さがある。登場人物の設定が初版の第二話から変更されている。
女の子は個人名が登場しなくなり、原文では「Jungfrau(乙女)」、日本語訳では「女の子」「少女」「娘」などと表記される。その出生は普通の人間と異なり、王子の力で創造された存在という設定になった。作中では「王子を殺すように命令されても従わずに王子を庇う」「王子が城へ帰る際に不安がって同行を躊躇する」など女の子が明確に自分の意思を主張する描写が追加されており、なでしこの花に変えられたのは王子への同行を躊躇ったことが原因となっている。女の子が花になっている間は常に王子が手放すことなく所持しており、城へ着いた翌日に王様に紹介するため元の姿に戻される。なでしこの花に変えられたのは一度だけで、人に戻った女の子はそのまま王子と結婚する。女の子を花に変えたまま部屋に飾る描写は削除された。
王子を誘拐した悪人の職業は「料理番」となっている。第二話よりも過激な報復を受けるうえ、最終的に処刑されるという結末を迎えるようになった。
王様とお妃は、物語の最後に亡くなる展開が追加されている。

### あらすじ
あるところに、子供のいないお妃がいた。お妃は子どもが授かりますようにと毎日神様にお願いしていると、神様の遣いが現れ「何でも願いがかなう力を持った男の子を授かりますよ」と告げた。やがてお告げの通り、お妃に男の子が産まれた。
ある日、庭で王子とお妃が寝ていると、料理番がやってきて、王子を盗んでいった。そして王様に、お妃が王子を獣に取られたと訴えた。王様は腹を立て、お妃を7年の間、塔に閉じ込めてしまった。お妃は食べ物もなく死ぬのを待つばかりだったが、神様が天使を白い鳩の姿で遣わして食べ物を運んでくれた。
王子が口を利けるくらいに成長すると、料理番は王子に立派な御殿を願わせた。すると王子の願いどおりの御殿が現れた。さらに遊び相手の美しい女の子を願わせると、どんな画家でも描けないほどの美しい女の子が現れた。王子と女の子は仲良くなったが、料理番は王子が本当の両親のところに帰りたがることを怖れ、女の子に王子を殺すように命令し、さもなくば女の子の命はないと脅した。しかし女の子は王子を殺さず鹿の心臓と舌をさらに乗せ、ベッドの下に王子を隠した。料理番がやってくると、王子がベッドの下から出てきて、「料理番は黒いむく犬になって、頸へ黄金の鎖をつけ、真っ赤に燃える炭を食べて、喉から焔が出るようになれ」と願ったので、実際に料理番はそのとおりになった。
王子は両親のいる城へ戻ることにした。王子は女の子にも一緒に来て欲しいと話したが、女の子は見知らぬ土地に行くのを不安がって、あまり気がすすまない様子だった。しかしこれは女の子の本心ではなく本当は王子と離れたくなかった。王子も女の子と離れたくないので「女の子がきれいななでしこの花に変わりますように」と願った。たちまち女の子は美しい花に変わった。王子はその花をポケットに入れて肌身離さず持ち、黒いむく犬を連れて旅に出た。
やがて城にたどりついた王子は、まず母親が閉じ込められている塔に向かい、母親に自分が生きていた息子だと明かし、必ず助け出すと母親に約束した。そして今度は父親のところへ向かい、王子は狩人を装って王様に奉公することになった。翌日、王子はパーティーの最中に「私はお妃の息子です。私を攫ったのはこの男です」と、王様の前に黒いむく犬を連れてきて、元の料理番に戻した。料理番は牢屋に放り込まれ、後に処刑された。
王子は、命を懸けて自分を助けてくれた女の子を王様に紹介することにした。王子は「まずはその女の子を花の姿でお見せします」と言ってポケットからなでしこの花を取り出し、王様の食卓の上に立てかけた。その花は今まで王様が見たこともないほど美しいなでしこだった。続いて「彼女の本当の姿をお見せします」と言い、「なでしこの花が元の女の子に戻りますように」と願うと、そこにあらわれたのは女の子の立ち姿で、その美しさはどんな画家でも描けないほどであった。王様は喜び、お妃は塔から出されたが三日の後に亡くなり、その悲しみで王様も亡くなった。
王子は、花の形にして持ち帰った女の子をお嫁にして、幸せに暮らした。

## 第二話（初版）
1812年、ハッセンブルーク家の姉妹から伝えられたもの。初版にはこちらの話が収録される。注釈には「日常使われる次のようないいまわしはこの話から来ているようだ」とある。
```
もし、僕のいとしい人がナデシコなら、窓に飾っておくよ、みんなに見えるように
```

実際に第二話では、王子が自室にいるとき以外は女の子をなでしこの花に変えたまま、コップに挿して窓際に飾っておくという描写がある。
第二話に登場する女の子は、森番の一人娘という設定で「リーゼ」という名前がつけられている。第一話と異なり生粋の人間でありながら、なでしこの花に変えられてからは基本的に人間ではなく花として過ごすこととなる。城に到着した後も、普段は花の姿のまま水の入ったコップに入れられて、上述の通り王子の部屋に飾られている。一応、王子が部屋にいるときだけは一時的に元の人間に戻してもらえるものの、王子が部屋を出るときはまた花に変えられ、王子がいない間は一切自分の意思で動くことができない。このような待遇に対して女の子自身の心情は描写されないが、作中の記述によれば少なくとも人間の姿に戻っていられる時間は王子と共に幸せそうに過ごしていた様子。最終的には王様の目に留まり王子の花嫁に迎えられたことで、再び人間としての生活に戻る。
王子を誘拐した悪人の職業は「庭師」となっている。第一話では元の姿に戻された後で処刑されてしまうが、第二話では犬の姿のままではあるが生存する。
王様とお妃も第一話では最後に亡くなってしまうが、第二話では生存する。

### あらすじ
ある国に、どうしても結婚しようとしない王様がいた。あるとき王様が窓のそばに立って教会へ行く人を見ていると、その中に美しい娘を見つけた。王様はこれまでの考えを捨て、その娘を自分の妃にした。そして一年後、王子が生まれた。王様は王子の名付け親を誰に頼めばいいかわからず、最初に会った者を名付け親にすると決め、乞食のような老人に名付け親を頼んだ。老人は、教会で子供と2人だけにすること、教会には誰も入れないことを条件に名づけ親になることを承諾した。老人は王子に「彼の望みは何でも叶うようになる」と言って祝福をした。このとき、王様に仕えていた性格の悪い庭師が教会へ忍び込み、その様子を見ていた。
後日、庭師は王妃が王子を抱いて城の庭を散歩しているところを襲い、王妃の口に鶏の血を塗って王子を誘拐した。王様に対して庭師は「王妃が王子を食べるところを見た」と嘘をついた。怒った王様は、王妃を牢屋へ入れてしまった。
庭師は誘拐した王子を、遠く離れた森に住む知り合いの森番に預け育てさせた。森番に預けられた王子は、狩りの技術を学んだ。森番にはリーゼという名前の美しい一人娘がいて、王子と大の仲良しになった。数年後、成長した王子は立派な狩人になり、美しい少女に成長したリーゼと両想いになっていた。王子はずっと自分がどこの生まれか知らずに育ったのだが、あるときリーゼは王子に彼の出自と「何でも願いが叶う」という秘密を教えるのだった。
王子が自分の秘密を知ってから間もなく、例の庭師が森番のところへやってきた。王子は庭師を見つけるとすぐに、「庭師はむく犬に、リーゼはなでしこの花に変わるように」と願った。たちまち庭師もリーゼも人間ではなくなり、否応なしに王子が願ったとおりの物へと変わってしまった。王子はなでしこの花を上着のポケットに挿し、むく犬を連れて城へ向かった。
城に辿り着いた王子は自身の正体を明かさず、狩人として王様に仕官した。王子が願うだけで獲物の方からやってくるので、王子はすぐに城にいる狩人達を追い抜き、たちまち王様から厚い信頼を得てしまった。しかし王子は王様からの給金も食事も断り、代わりに自分一人で過ごせる小さな部屋だけを貰うのだった。あるとき、不思議に思った狩人の1人が何かあるに違いないと王子の部屋を盗み見ると、王子は豪華な食事をとり、美しい少女と話している。この食事は王子が食卓へ祈り出しただけのものであり、美しい少女というのは仲良しのリーゼであった。
王子は自分が部屋に一人きりのときは、いつでもリーゼを元の姿に戻してやり、外に出かけるときはまたなでしこの花に変えて、水の入ったコップに挿しておくのだった。王子がいない間、リーゼは動けない花の姿で部屋に置かれたまま過ごしていた。
あるとき、狩人が王子が留守の時に部屋に忍び込んで部屋の中を調べた。しかし部屋には金貨一枚無く、コップに入れられたなでしこの花が一輪、窓際に置いてあるだけだった。ただ、なでしこの花がとても美しかったので、花の正体を知らない狩人は花を盗み出して、王様に差し出してしまった。
王様はこのなでしこの花を気に入り、王子に欲しいと頼んだ。しかしこの花は大事な大事なリーゼであるため、王子は「どんな命令にも従うがこの花だけは差し上げられない」と答えた。それでも欲しいと王様が答えるので、王子は仕方なく自らの正体を明かした。そして恋人をなでしこの花に変えていたことを話し、リーゼを元の姿に戻して見せた。王様は大変喜ぶと、王妃を牢屋から出し、リーゼを王子の花嫁に迎えた。
真心を貫いたリーゼは再び人間としての生活を取り戻し、王子と結婚して幸せな暮らしを送った。一方、むく犬に変えられた庭師は、城の下働きたちに蹴られる一生を送った。